# Oekraïne op de Olympische Zomerspelen 2016
Oekraïne nam deel aan de Olympische Zomerspelen 2016 in Rio de Janeiro, Brazilië. De selectie omvatte 206 sporters, actief in 22 olympische sportdisciplines. Met name in de atletiek was Oekraïne goed vertegenwoordigd, met 65 deelnemers. Het was de kleinste olympische ploeg van Oekraïne in haar olympische geschiedenis, die begon in 1996 met de eerste deelname. De Spelen van 2016 waren ook de minst succesvolle Zomerspelen voor het land: Oekraïne won tweemaal goud, vijfmaal zilver en viermaal brons. In alle voorgaande edities won de Oekraïense ploeg minstens tweemaal zoveel medailles.
Gymnastiek was de meest succesvolle sport voor Oekraïne in 2016. Turner Oleg Vernjajev won het goud op de brug, de eerste turnmedaille voor Oekraïne sinds 2004. Vernjajev won ook de zilveren medaille op de individuele meerkamp – op het laatste onderdeel werd hij in de stand voorbijgegaan door de Japanner Kohei Uchimura, die het goud greep. Het andere goud werd gewonnen door kanoër Joeri Tsjeban op de C-1 200 meter sprint, waar hij zijn olympische titel van 2012 met succes verdedigde.

## Medailleoverzicht
| Sport            | Olympiër                                                       | Onderdeel                | Medaille |
| ---------------- | -------------------------------------------------------------- | ------------------------ | -------- |
| Gymnastiek       | Oleg Vernjajev                                                 | brug (m)                 | Goud     |
| Kanovaren        | Joerij Tsjeban                                                 | C-1 200m (m)             | Goud     |
| Gymnastiek       | Oleg Vernjajev                                                 | meerkamp (m)             | Zilver   |
| Moderne vijfkamp | Pavlo Timosjtsjenko                                            | mannen                   | Zilver   |
| Schermen         | Olga Charlan Alina Komasjtsjoek Olena Kravatska Olena Voronina | sabel team (v)           | Zilver   |
| Schietsport      | Sergej Koelisj                                                 | 10m luchtgeweer (m)      | Zilver   |
| Worstelen        | Zhan Belenjoek                                                 | -85kg Grieks-Romeins (m) | Zilver   |
| Atletiek         | Bogdan Bondarenko                                              | hoogspringen (m)         | Brons    |
| Gymnastiek       | Ganna Rizatdinova                                              | ritmische meerkamp (v)   | Brons    |
| Kanovaren        | Dmitro Jantsjoek Taras Mistsjoek                               | C-2 1000 m (m)           | Brons    |
| Schermen         | Olga Charlan                                                   | sabel (v)                | Brons    |

## Deelnemers en resultaten
(m) = mannen, (v) = vrouwen 

### Atletiek
| Olympiër                                                           | Discipline               | Resultaat | Prestatie |
| ------------------------------------------------------------------ | ------------------------ | --------- | --- |
| Igor Bodrov                                                        | 200m (m)                 | 64e       | serie 8: 7de in 20,86 |
| Sergij Smelyk                                                      | 200m (m)                 | 52e       | serie 5: 4de in 20,66 |
| Vitalij Boetrym                                                    | 400m (m)                 | 30e       | serie 5: 4de in 45,92 |
| Ihor Olefirenko                                                    | marathon (m)             | 30e       | 2:15.36 |
| Ihor Russ                                                          | marathon (m)             | 48e       | 2:18.19 |
| Oleksandr Sitkovskyy                                               | marathon (m)             | 20e       | 2:14.24 |
| Roeslan Dmytrenko                                                  | 20km snelwandelen (m)    | 16e       | 1:21.40 |
| Igor Hlavan                                                        | 20km snelwandelen (m)    | 35e       | 1:23.32 |
| Nazar Kovalenko                                                    | 20km snelwandelen (m)    | 40e       | 1:24.40 |
| Ivan Banzeroek                                                     | 50 km snelwandelen (m)   | 39e       | 4:11.51 |
| Sergij Budza                                                       | 50 km snelwandelen (m)   | 18e       | 3:53.22 |
| Igor Hlavan                                                        | 50 km snelwandelen (m)   | DNF       | DNF |
| Bohdan Bondarenko                                                  | hoogspringen (m)         | Brons     | kwalificatie groep A: 1ste met 2,29m finale: 3de met 2,33m |
| Andrij Protsenko                                                   | hoogspringen (m)         | 4e        | kwalificatie groep A: 3de met 2,29m finale: 4de met 2,33m |
| Dmytro Jakovenko                                                   | hoogspringen (m)         | 20e       | kwalificatie groep B: 10de met 2,26m |
| Mykyta Nesterenko                                                  | discuswerpen (m)         | 23e       | kwalificatie groep A: 10de met 60,31m |
| Oleksij Semenov                                                    | discuswerpen (m)         | 32e       | kwalificatie groep B: 17de met 55,35m |
| Dmytro Kosynskyy                                                   | speerwerpen (m)          | 5e        | kwalificatie groep A: 3de met 83,23m finale: 5de met 83,95m |
| Jevhen Vynohradov                                                  | kogelslingeren (m)       | 11e       | kwalificatie groep A: 3de met 73,95m finale: 11de met 74,11m |
| Oleksij Kasjanov                                                   | tienkamp (m)             | DNF       | 100m: 7de in 10,78 verspringen: 7de met 7,54m kogelstoten: 12de met 14,50m hoogspringen: 14de met 2,01m 400m: 9de in 48,56 110m horden: 9de in 14,34 discuswerpen: geen geldige poging polsstokhoogspringen: niet gestart |
|                                                                    |                          |           | |
| Natalija Pohrebnyak                                                | 100m (v)                 | 21e       | serie 1: 3de in 11,30 halve finale 2: 7de in 11,32 (7e) |
| Olesja Povh                                                        | 100m (v)                 | 20e       | serie 5: 3de in 11,39 halve finale 1: 8ste in 11,29 |
| Chrystyna Stuy                                                     | 100m (v)                 | 41e       | serie 3: 7de in 11,57 |
| Jelizaveta Bryzhina                                                | 200m (v)                 | 40e       | serie 6: 5de in 23,28 |
| Natalija Pohrebnyak                                                | 200m (v)                 | 15e       | serie 1: 2de in 22,64 halve finale 2: 5de in 22,81 |
| Natalija Strohova                                                  | 200m (v)                 | 61e       | serie 3: 7de in 23,69 |
| Olha Bibik                                                         | 400 m (v)                | 29e       | serie 4: 5de in 52,33 |
| Joelija Olisjevska                                                 | 400 m (v)                | 34e       | serie 1: 4de in 52,45 |
| Olga Zemlyak                                                       | 400 m (v)                | 7e        | serie 2: 2de in 51,40 halve finale 1: 3de in 50,75 finale: 7de in 51,24 |
| Natalija Lupu                                                      | 800 m (v)                | 22e       | serie 5: 2de in 1.59,91 halve finale 2: 8ste in 2.02,10 |
| Olga Ljakhova                                                      | 800 m (v)                | 49e       | serie 1: 6de in 2.03,02 |
| Natalija Pryshchepa                                                | 800 m (v)                | 14e       | serie 3: 3de in 1.59,80 halve finale 1: 4de in 1.59,95 |
| Hanna Plotitsyna                                                   | 100m horden (v)          | 34e       | serie 4: 7de in 13,12 |
| Oksana Sjkoerat                                                    | 100m horden (v)          | 35e       | serie 5: 7de in 13,22 |
| Olena Janovska                                                     | 100m horden (v)          | 41e       | serie 6: 7de in 13,32 |
| Olena Kolesnitsjenko                                               | 400m horden (v)          | 20e       | serie 6: 3de in 56,61 halve finale 1: 8ste in 56,77 |
| Anna Titimets                                                      | 400m horden (v)          | 9e        | serie 5: 3de in 56,24 halve finale 2: 4de in 55,27 |
| Viktorija Tkatsjoek                                                | 400m horden (v)          | 22e       | serie 3: 3de in 56,14 halve finale 3: 8ste in 56,87 |
| Marija Sjatalova                                                   | 3000m steeplechase (v)   | 16e       | serie 1: 6de in 9.30,89 |
| Jelizaveta Bryzhina Natalija Pohrebnyak Olesja Povh Marija Rjemjen | 4x100m (v)               | 6e        | serie 1: 3de in 42,49 finale: 6de in 42,36 |
| Olha Bibik Alina Lohvynenko Tetyana Melnyk Olha Zemlyak            | 4x400m (v)               | 5e        | serie 1: 2de in 3.24,54 finale: 5de in 3.26,64 |
| Olha Kotovska                                                      | marathon (v)             | 33e       | 2:34.57 |
| Natalija Lehonkova                                                 | marathon (v)             | 87e       | 2:46.08 |
| Svitlana Stanko                                                    | marathon (v)             | 66e       | 2:42.26 |
| Nadija Borovska                                                    | 20km snelwandelen (v)    | 19e       | 1:33.01 |
| Inna Kashyna                                                       | 20km snelwandelen (v)    | 21e       | 1:33.15 |
| Valentyna Myrontsjoek                                              | 20km snelwandelen (v)    | 46e       | 1:38.20 |
| Maryna Bekh                                                        | verspringen (v)          | 12e       | kwalificatie groep A: 6de met 6,55m (10e) finale: NM |
| Anna Kornoeta                                                      | verspringen (v)          | 19e       | kwalificatie groep B: 8ste met 6,37m |
| Anna Loenova                                                       | verspringen (v)          | 31e       | kwalificatie groep A: 16de met 6,15m |
| Olha Saladuha                                                      | hink-stap-springen (v)   | 18e       | kwalificatie groep B: 10de met 13,97m |
| Ruslana Tsykhotska                                                 | hink-stap-springen (v)   | 26e       | kwalificatie groep A: 14de met 13,63m |
| Iryna Herashtsjenko                                                | hoogspringen (v)         | 10e       | kwalificatie groep A: 4de met 1,94m finale: 10de met 1,93m |
| Joelija Levtsjenko                                                 | hoogspringen (v)         | 19e       | kwalificatie groep A: 9de met 1,92m |
| Oksana Okoeneva                                                    | hoogspringen (v)         | 22e       | kwalificatie groep B: 12de met 1,89m |
| Maryna Kylypko                                                     | polsstokhoogspringen (v) | 14e       | kwalificatie groep A: 8ste met 4,55m |
| Olha Holodna                                                       | kogelstoten (v)          | 27e       | kwalificatie groep A: 13de met 16,83m |
| Halyna Oblesjtsjoek                                                | kogelstoten (v)          | 34e       | kwalificatie groep B: 17de met 15,81m |
| Natalia Semenova                                                   | discuswerpen (v)         | 15e       | kwalificatie groep B: 6de met 58,41m |
| Kateryna Derun                                                     | speerwerpen (v)          | 17e       | kwalificatie groep B: 8ste met 60,02m |
| Hanna Hatsko                                                       | speerwerpen (v)          | 19e       | kwalificatie groep A: 11de met 58,90m |
| Iryna Klymets                                                      | kogelslingeren (v)       | 28e       | kwalificatie groep B: 14de met 62,75m |
| Iryna Novozhylova                                                  | kogelslingeren (v)       | 22e       | kwalificatie groep A: 12de met 66,70m |
| Nataliya Zolotukhina                                               | kogelslingeren (v)       | 31e       | kwalificatie groep B: 15de met 56,96m |
| Alina Fjodorova                                                    | zevenkamp                | 28e       | 100m horden: 28ste in 14,10 hoogspringen: 12de met 1,80m kogelstoten: 8ste met 14,38m 200m: 28ste in 25,44 verspringen: 24ste met 6,00m speerwerpen: 28ste met 35,44m 800m: niet gefinisht totaal: 5038 punten            |
| Hanna Kasjanova                                                    | zevenkamp                | 25e       | 100m horden: 17de in 13,66 hoogspringen: 15de met 1,77m kogelstoten: 19de met 13,25m 200m: 15de in 24,60 verspringen: 26ste met 5,88m speerwerpen: 25ste met 39,10m 800m: 20ste in 2.16,58 totaal: 5951 punten            |

### Badminton
| Olympiër        | Discipline    | Resultaat | Prestatie |
| --------------- | ------------- | --------- | --- |
| Artem Pochtarev | enkelspel (m) | 14e       | groep N: 3de V van RSA Maliekal: 18–21, 19–21 V van KOR Son: 9–21, 15–21                                                         |
|                 |               |           | |
| Marija Ulitina  | enkelspel (v) | 9e        | groep G: 1ste W van BRA Vicente: 21–13, 21–13 W van IND Nehwal: 21–18, 21–19 2de ronde: V van THA Buranaprasertsuk: 14–21, 16–21 |

### Boksen
| Olympiër               | Discipline | Resultaat | Prestatie                                                            |
| ---------------------- | ---------- | --------- | -------------------------------------------------------------------- |
| Mykola Butsenko        | –56kg (m)  | 17e       | 1ste ronde: V van MAR Hamout: 0–2                                    |
| Volodymyr Matviytsjoek | –64kg (m)  | 17e       | 1ste ronde: V van AZE Sotomayor: 0–3                                 |
| Dmytro Mytrofanov      | –75kg (m)  | 17e       | 1ste ronde: V van FRA Mbilli: 0–3                                    |
| Denys Solonenko        | –81kg (m)  | 17e       | 1ste ronde: V van AZE Mammadov: 0–3                                  |
|                        |            |           |                                                                      |
| Tetyana Kob            | –51kg (v)  | 5e        | 1ste ronde: W van BUL Petrova: 2–1 kwartfinale: V van GBR Adams: 0–3 |

### Boogschieten
| Olympiër                                                  | Discipline      | Resultaat | Prestatie |
| --------------------------------------------------------- | --------------- | --------- | --- |
| Viktor Roeban                                             | individueel (m) | 17e       | plaatsingsronde: 25ste met 663 punten 1ste ronde: W van INA Purnama: 7–3 2de ronde: V van FRA Valladont: 0–6 |
|                                                           |                 |           | |
| Veronika Martsjenko                                       | individueel (v) | 17e       | plaatsingsronde: 30ste met 630 punten 1ste ronde: W van EST Nurmsalu: 6–0 2de ronde: V van KOR Ki: 2–6       |
| Anastasia Pavlova                                         | individueel (v) | 17e       | plaatsingsronde: 29ste met 630 punten 1ste ronde: W van KAZ Saidiyeva: 6–0 2de ronde: V van TPE Tan: 0–6     |
| Lidiia Sitsjenikova                                       | individueel (v) | 17e       | plaatsingsronde: 31ste met 630 punten 1ste ronde: W van GEO Narimanidze: 7–1 2de ronde: V van KOR Chang: 2–6 |
| Veronika Martsjenko Anastasia Pavlova Lidiia Sitsjenikova | team (v)        | 9e        | plaatsingsronde: 8ste met 1890 punten 1ste ronde: V van Japan: 2–6                                           |

### Gewichtheffen
| Olympiër               | Discipline | Resultaat | Prestatie                                                     |
| ---------------------- | ---------- | --------- | ------------------------------------------------------------- |
| Oleksandr Pieliesjenko | –85kg (m)  | 5e        | trekken: 4de met 175kg stoten: 5de met 210kg totaal: 385kg    |
| Dmytro Tsjoemak        | –94kg (m)  | 6e        | trekken: 6de met 174kg stoten: 6de met 213 kg totaal: 387kg   |
| Volodymyr Hoza         | –94kg (m)  | 9e        | trekken: 9de met 170kg stoten: 9de met 205kg totaal: 375kg    |
| Ihor Sjymetsjko        | +105kg (m) | 19e       | trekken: 22ste met 170kg stoten: 19de met 195kg totaal: 365kg |
|                        |            |           |                                                               |
| Joelija Paratova       | –48kg (v)  | 8e        | trekken: 4de met84kg stoten: 9de met 95kg totaal: 179kg       |
| Veronika Ivasjoek      | –58kg (v)  | 13e       | trekken: 9de met 90kg stoten: 15de met 103kg totaal: 193kg    |
| Iryna Dekha            | –75kg (v)  | 5e        | trekken: 4de met 114kg stoten: 8ste met 133kg totaal: 247kg   |
| Anastasija Lysenko     | +75kg (v)  | 10e       | trekken: 9de met 117kg stoten: 10de met 146kg totaal: 263kg   |

### Gymnastiek
| Olympiër                                                                               | Discipline               | Resultaat | Prestatie |
| Ritmisch                                                                               | Ritmisch                 | Ritmisch  | Ritmisch |
| -------------------------------------------------------------------------------------- | ------------------------ | --------- | --- |
| Hanna Rizatdinova                                                                      | individueel (v)          | Brons     | kwalificatie: 3de hoepel: 4de met 18,400 punten bal: 3de met 18,566 punten knotsen: 2de met 18,466 punten lint: 2de met 18,500 punten totaal: 73,932 punten finale: 3de hoepel: 4de met 18,200 punten bal: 3de met 18,450 punten knotsen: 2de met 18,450 punten lint: 3de met 18,483 punten totaal: 73,583 punten |
| Olena Dmytrasj Jevgenija Gomon Oleksandra Gridasova Valerija Goedym Anastasija Voznjak | team (v)                 | 7e        | kwalificatie: 8ste linten: 8ste met 16,950 punten 3 knotsen, 2 hoepels: 8ste met 16,866 punten totaal: 33,816 punten finale: 7de linten: 7de met 16,866 punten 3 knotsen, 2 hoepels: 7de met 17,416 punten totaal: 34,282 punten                                                                                  |
| Trampoline                                                                             |                          |           | |
| Natalija Moskvina                                                                      | vrouwen                  | 16e       | kwalificatie: 16de met 63,330 punten |
| Turnen                                                                                 |                          |           | |
| Vladislav Hryko                                                                        | brug (m)                 | 43e       | kwalificatie: 43ste met 14,500 punten |
| Andrij Sienitsjkin                                                                     | brug (m)                 | 65e       | kwalificatie: 65ste met 12,766 punten |
| Oleg Vernjajev                                                                         | brug (m)                 | Goud      | kwalificatie: 1ste met 16,166 punten finale: 1ste met 16,041 punten |
| Vladislav Hryko                                                                        | paard voltige (m)        | 49e       | kwalificatie: 49ste met 13,766 punten |
| Andrij Sienitsjkin                                                                     | paard voltige (m)        | 25e       | kwalificatie: 25ste met 14,533 punten |
| Oleg Vernjajev                                                                         | paard voltige (m)        | 8e        | kwalificatie: 5de met 15,566 punten finale: 8ste met 12,400 punten |
| Vladislav Hryko                                                                        | rekstok (m)              | 53e       | kwalificatie: 53ste met 13,666 punten |
| Ihor Radivilov                                                                         | rekstok (m)              | 59e       | kwalificatie: 59ste met 13,500 punten |
| Oleg Vernjajev                                                                         | rekstok (m)              | 8e        | kwalificatie: 7de met 15,133 punten finale: 8ste met 13,366 punten |
| Vladislav Hryko                                                                        | ringen (m)               | 56e       | kwalificatie: 56ste met 13,700 punten |
| Ihor Radivilov                                                                         | ringen (m)               | 5e        | kwalificatie: 9de met 15,308 punten finale: 5de met 15,466 punten |
| Vladislav Hryko                                                                        | vloer (m)                | 54e       | kwalificatie: 54ste met 13,666 punten |
| Ihor Radivilov                                                                         | vloer (m)                | 55e       | kwalificatie: 55ste met 13,666 punten |
| Ihor Radivilov                                                                         | sprong (m)               | 8e        | kwalificatie: 4de met 15,283 punten finale: 8ste met 15,033 punten |
| Oleg Vernjajev                                                                         | sprong (m)               | 5e        | kwalificatie: 7de met 15,183 punten finale: 5de met 15,316 punten |
| Maksym Semiankiv                                                                       | meerkamp individueel (m) | 39e       | kwalificatie: 39ste met 83,065 punten |
| Oleg Vernjajev                                                                         | meerkamp individueel (m) | Zilver    | kwalificatie: 1ste met 91,964 punten finale: 2de met 92,266 punten |
| Vladislav Hryko Ihor Radivilov Maksym Semiankiv Andrij Sienitsjkin Oleg Vernjajev      | meerkamp team (m)        | 8e        | kwalificatie: 7de met 263,002 punten finale: 8ste met 202,078 punten |
|                                                                                        |                          |           | |
| Angelina Kysla                                                                         | meerkamp individueel (v) | 47e       | kwalificatie: 47ste met 52,223 punten |

### Judo
| Olympiër          | Discipline | Resultaat | Prestatie |
| ----------------- | ---------- | --------- | --- |
| Georgii Zantaraia | –66kg (m)  | 17e       | 1ste ronde: vrij 2de ronde: V van POR Oleinic: yuko |
| Quedjau Nhabali   | –90kg (m)  | 17e       | 1ste ronde: vrij 2de ronde: V van CUB González: ippon |
| Artem Blosjenko   | –100kg (m) | 5e        | 1ste ronde: W van UZB Koerbonov: ippon 2de ronde: W van PAK Shah: ippon 3de ronde: W van KOR Cho: ippon kwartfinale: W van GER Frey: waza-ari halve finale: V van AZE Gasimov: ippon bronzen finale: V van JPN Haga: ippon |
| Yakiv Khammo      | +100kg (m) | 9e        | 1ste ronde: vrij 2de ronde: W van BUR Sidibe: ippon 3de ronde: V van KGZ Krakovetskii: ippon |
|                   |            |           | |
| Maryna Tsjerniak  | –48kg (v)  | 9e        | 1ste ronde: W van ISR Rishony: ippon 2de ronde: V van HUN Csernoviczki: yuko |
| Viktorija Turks   | –78kg (v)  | 9e        | 1ste ronde: vrij 2de ronde: V van SLO Velenšek: yuko |
| Svitlana Iaromka  | +78kg (v)  | 9e        | 1ste ronde: vrij 2de ronde: V van NED Savelkouls: ippon |

### Kanovaren
| Olympiër                                                        | Discipline    | Resultaat    | Prestatie                                                                         |
| Slalom                                                          | Slalom        | Slalom       | Slalom                                                                            |
| --------------------------------------------------------------- | ------------- | ------------ | --------------------------------------------------------------------------------- |
| Viktorija Us                                                    | K-1 (v)       | 12e          | series: 15de in 109,77 halve finale: 12de in 1.51,12                              |
| Sprint                                                          |               |              |                                                                                   |
| Joerij Tsjeban                                                  | C-1 200m (m)  | Goud         | serie 1: 3de in 41,220 halve finale 3: 3de in 40,590 finale: 1ste in 39,279       |
| Pavlo Altukhov                                                  | C-1 1000m (m) | 4e           | serie 3: 4de in 4.19,361 halve finale 1: 2de in 3.58,574 finale: 4de in 4.01,587  |
| Dmytro Ianchuk Taras Mishchuk                                   | C-2 1000m (m) | Brons        | serie 1: 2de in 3.35,284 halve finale 1: 1ste in 3.38,384 finale: 3de in 3.45,949 |
|                                                                 |               |              |                                                                                   |
| Mariya Povh                                                     | K-1 500m (v)  | halve finale | serie 3: 3de in 1.54,247 halve finale 1: 6de in 2.00,714                          |
| Inna Chryshtsjoen Marija Todorova                               | K-2 500m (v)  | 4e           | serie 1 3de in 1.43,967 halve finale 1: 2de in 1.43,363 finale: 4de in 1.45,868   |
| Svitlana Akhadova Inna Chryshtsjoen Marija Povh Marija Todorova | K-4 500m (v)  | 4e           | serie 2: 2de in 1.31,727 halve finale 1: 2de in 1.35,512 finale: 4dec in 1.34,214 |

### Moderne vijfkamp
| Olympiër            | Discipline | Resultaat | Prestatie |
| ------------------- | ---------- | --------- | --- |
| Andrij Fedetsjko    | mannen     | 26e       | schermen: 24ste met 16 overwinningen zwemmen: 25ste in 2.05,63 paardensport: 24ste met 25 strafpunten atletiek/schietsport: 26ste in 11.47,68 totaal: 1390 punten |
| Pavlo Tymosjtsjenko | mannen     | Zilver    | schermen: 1ste met 24 overwinningen zwemmen: 24ste in 2.05,59 paardensport: 16de met 14 strafpunten atletiek/schietsport: 5de in 11.05,74 totaal: 1472 punten     |
|                     |            |           | |
| Anastasija Spas     | vrouwen    | 30e       | schermen: 24ste met 16 overwinningen zwemmen: 11de in 2.14,54 paardensport: 30ste met 79 strafpunten atletiek/schietsport: 36ste in 15.16,82 totaal: 1098 punten  |

### Paardensport
| Olympiër                                                      | Discipline  | Resultaat | Prestatie |
| Dressuur                                                      | Dressuur    | Dressuur  | Dressuur |
| ------------------------------------------------------------- | ----------- | --------- | --- |
| Inna Logoetenkova op Don Gregorius                            | individueel | 41e       | Grand Prix: 41ste met 68,943% |
| Springconcours                                                |             |           | |
| Ulrich Kirchhoff op Prince de la Mare                         | individueel | 43e       | kwalificatie: 43ste 1ste ronde: 27ste met 4 strafpunten 2de ronde: 28ste met 4 strafpunten 3de ronde: 43ste met 17 strafpunten totaal: 25 strafpunten                                                                                               |
| Cassio Rivetti op Fine Fleur du Marais                        | individueel | 68e       | kwalificatie: 68ste 1ste ronde: 68ste met 47 strafpunten |
| Ferenc Szentirmai op Chadino                                  | individueel | 68e       | kwalificatie: 68ste 1ste ronde: 68ste met 47 strafpunten |
| René Tebbel op Zipper                                         | individueel | 19e       | kwalificatie: 6de 1ste ronde: 1ste met 0 strafpunten 2de ronde: 22ste met 1 strafpunt 3de ronde: 15de met 2 strafpunten totaal: 3 strafpunten finale: 19de 1ste ronde: 14de met 1 strafpunt 2de ronde: 18de met 5 strafpunten totaal: 6 strafpunten |
| Ulrich Kirchhoff Cassio Rivetti Ferenc Szentirmai René Tebbel | team        | 13e       | 1ste ronde: 13de met 14 strafpunten |

### Roeien
| Olympiër                                                                    | Discipline      | Resultaat | Prestatie                                       |
| --------------------------------------------------------------------------- | --------------- | --------- | ----------------------------------------------- |
| Ivan Dovgodko Dmytro Mikhai Artem Morozov Oleksandr Nadtoka                 | dubbel-vier (m) | 6e        | serie 1: 2de 5.52,90 finale: 6de in 6.16,30     |
|                                                                             |                 |           |                                                 |
| Olena Boerjak Anastasija Kozjenkova Jevgenija Nimtsjenko Daryna Verkhogliad | dubbel-vier (v) | 4e        | serie 1: 1ste in 6.35,48 finale: 4de in 6.56,09 |

### Schermen
| Olympiër                                                                | Discipline     | Resultaat | Prestatie |
| ----------------------------------------------------------------------- | -------------- | --------- | --- |
| Anatolij Herej                                                          | degen (m)      | 24e       | 1ste ronde: vrij 2de ronde: V van SUI Kauter: 9–15 |
| Dmytro Karjoetsjenko                                                    | degen (m)      | 36e       | 1ste ronde: V van COL Rodríguez: 7–15 |
| Bohdan Nikishyn                                                         | degen (m)      | 10e       | 1ste ronde: vrij 2de ronde: W van CHN Jiao: 15–11 3de ronde: V van SUI Steffen: 14–15 |
| Anatolij Herej Dmytro Karjoetsjenko Maksym Chvorost Bohdan Nikishyn     | degen team (m) | 4e        | 1ste ronde: vrij kwartfinale: W van Rusland: 45–32 halve finale: V van Italië: 33–45 bronzen finale: V van Hongarije: 37–39                                                                                      |
| Andrij Yahodka                                                          | sabel (m)      | 22e       | 1ste ronde: V van IRI Abedini: 9–15 |
|                                                                         |                |           | |
| Olena Kryvytska                                                         | degen (v)      | 15e       | 1ste ronde: vrij 2de ronde: W van KOR Shin: 15–14 3de ronde: V van FRA Rembi: 7–9 |
| Kseniya Pantelyeyeva                                                    | degen (v)      | 27e       | 1ste ronde: vrij 2de ronde: V van EST Embrich: 3–15 |
| Jana Sjemjakina                                                         | degen (v)      | 13e       | 1ste ronde: vrij 2de ronde: W van USA Hurley: 14–13 3de ronde: V van JPN Sato: 8–11 |
| Olena Kryvytska Ksenija Panteljejeva Anfisa Potsjkalova Jana Sjemjakina | degen team (v) | 8e        | 1ste ronde: W van Brazilië: 45–32 kwartfinale: V van China: 34–42 5-8ste plek: V van Zuid-Korea: 34–45 7-8ste plek: V van Frankrijk: 38-45                                                                       |
| Olga Lelejko                                                            | floret (v)     | 24e       | 1ste ronde: vrij 2de ronde: V van FRA Guyart: 9–15 |
| Olga Charlan VS                                                         | sabel (v)      | Brons     | 1ste ronde: vrij 2de ronde: W van MEX González: 15–8 3de ronde: W van UKR Komasjtsjoek: 15–8 kwartfinale: W van ITA Gulotta: 15–4 halve finale: V van RUS Jegorjan: 9–15 bronzen finale: W van FRA Bruent: 15–10 |
| Alina Komasjtsjoek                                                      | sabel (v)      | 15e       | 1ste ronde: vrij 2de ronde: W van ITA Gregorio: 15–14 3de ronde: V van UKR Charlan: 8–15 |
| Olena Kravatska                                                         | sabel (v)      | 26e       | 1ste ronde: vrij 2de ronde: V van USA Muhammad: 13–15 |
| Olga Charlan VS Alina Komasjtsjoek Olena Kravatska Olena Voronina       | sabel team (v) | Zilver    | 1ste ronde: W van Zuid-Korea: 45–40 halve finale: W van Italië: 45–42 finale: V van Rusland: 30-45 |

### Schietsport
| Olympiër           | Discipline              | Resultaat | Prestatie |
| ------------------ | ----------------------- | --------- | --- |
| Serhij Kulish      | 10m luchtgeweer (m)     | Zilver    | kwalificatie: 4de met 627,0 punten (103,4-104,7-103,5-106,4-104,0-105,0) finale: 2de met 204,6 punten                    |
| Oleh Tsarkov       | 10m luchtgeweer (m)     | 8e        | kwalificatie: 5de met 626,2 punten (102,9-105,5-103,9-105,1-104,0-104,8) finale: 8ste met 79,7 punten                    |
| Serhij Kulish      | 50m drie houdingen (m)  | 14e       | kwalificatie: 14de met 1171 punten (392-397-382)                                                                         |
| Oleh Tsarkov       | 50m drie houdingen (m)  | 10e       | kwalificatie: 10de met 1173 punten (390-397-386)                                                                         |
| Serhij Kulish      | 50m liggend (m)         | 32e       | kwalificatie: 32ste met 620,5 punten (104,9-101,6-104,3-102,0-103,5-104,2)                                               |
| Oleh Tsarkov       | 50m liggend (m)         | 12e       | kwalificatie: 12de met 623,1 punten (103,3-105,0-103,7-104,4-103,5-103,2)                                                |
| Oleh Omeltsjoek    | 50m pistool (m)         | 21e       | kwalificatie: 21ste met 550 punten (92-93-88-95-90-92)                                                                   |
| Roman Bondaroek    | 25m snelvuurpistool (m) | 11e       | kwalificatie: 11de met 579 punten (286-293)                                                                              |
| Pavlo Korostylov   | 25m snelvuurpistool (m) | 16e       | kwalificatie: 16de met 574 punten (293-281)                                                                              |
| Pavlo Korostylov   | 10m luchtpistool (m)    | 35e       | kwalificatie: 35ste met 572 punten (98-96-95-96-95-92)                                                                   |
| Oleh Omeltsjoek    | 10m luchtpistool (m)    | 14e       | kwalificatie: 14de met 577 punten (96-98-96-99-94-94)                                                                    |
| Mykola Miltsjev VO | skeet (m)               | 4e        | kwalificatie: 4de met 122 punten (25-24-25-24-24) halve finale: 3de met 15 punten bronzen finale: V van Alrashidi: 14–16 |
|                    |                         |           | |
| Natallia Kalnysh   | 10m luchtgeweer (v)     | 9e        | kwalificatie: 9de met 415,8 punten (103,7-104,0-104,0-104,1)                                                             |
| Natallia Kalnysh   | 50m drie houdingen (v)  | 21e       | kwalificatie: 21ste met 577 punten (194-197-186)                                                                         |
| Olena Kostevytsj   | 25m pistool             | 22e       | kwalificatie: 22ste met 575 punten (292-283)                                                                             |
| Olena Kostevytsj   | 10m luchtpistool (v)    | 28e       | kwalificatie: 28ste met 378 punten (94-98-91-95)                                                                         |

### Schoonspringen
| Olympiër                             | Discipline             | Resultaat | Prestatie                                                                                             |
| ------------------------------------ | ---------------------- | --------- | --- |
| Illya Kvasja                         | 3m plank (m)           | 6e        | voorronde: 15de met 398,20 punten halve finale: 8ste met 430,05 punten finale: 6de met 475,10 punten  |
| Maksym Dolhov Oleksandr Horshkovozov | 10 toren synchroon (m) | 6e        | 421,98 punten                                                                                         |
|                                      |                        |           | |
| Olena Fedorova                       | 3m plank (v)           | 11e       | voorronde: 10de met 318,10 punten halve finale: 8ste met 321,00 punten finale: 11de met 304,80 punten |
| Anastasiya Nedobiga                  | 3m plank (v)           | 18e       | voorronde: 12de met 309,50 punten halve finale: 18de met 290,15 punten                                |
| Hanna Krasnoshlyk                    | 10m toren (v)          | 16e       | voorronde: 14de met 300,80 punten halve finale: 16de met 295,45 punten                                |
| Iuliia Prokopchuk                    | 10m toren (v)          | 14e       | voorronde: 15de met 297,95 punten halve finale: 14de met 300,65 punten                                |

### Synchroonzwemmen
| Olympiër | Discipline | Resultaat | Prestatie |
| --- | ---------- | --------- | --- |
| Lolita Ananasova Anna Volosjyna | duet       | 4e        | kwalificatie: 4de technische routine: 3de met 93,158 punten vrije routine: 5de met 93,5333 punten totaal: 186,6691 punten finale: 4de vrije routine: 5de met 94,000 punten totaal: 187,1358 punten |
| Lolita Ananasova Olena Grechykhina Oleksandra Sabada Kateryna Sadoerska Anastasija Savtsjoek Ksenija Sydorenko Anna Voloshyna Darya Joesjko Olha Zolotarova | team       | 4e        | vrije routine: 4de met 93,4413 punten technische routine: 4de met 93,4413 punten totaal: 188,6080 punten                                                                                           |

### Tafeltennis
| Olympiër        | Discipline    | Resultaat | Prestatie |
| --------------- | ------------- | --------- | --- |
| Kou Lei         | enkelspel (m) | 9e        | voorronde: vrij 1ste ronde: vrij 2de ronde: W van EGY Assar: 4–3 (11-5, 9-11, 13-11, 9-11, 7-11, 12-10, 11-8) 3de ronde: W van FRA Gauzy: 4–1 (11-6, 6-11, 16-14, 11-9, 11-6) 4de ronde: V van POR Freitas: 0–4 (8-11, 7-11, 5-11, 7-11) |
|                 |               |           | |
| Tetjana Bilenko | enkelspel (v) | 17e       | voorronde:' vrij 1ste ronde: vrij 2de ronde: W van CZE Vacenovská: 4–0 (11-9, 11-8, 11-3, 17-15) 3de ronde: V van HKG Lee: 1–4 (8-11, 10-12, 11-9, 11-13, 6-11)                                                                          |

### Tennis
| Olympiër                             | Discipline     | Resultaat | Prestatie |
| ------------------------------------ | -------------- | --------- | --- |
| Illja Martsjenko                     | enkelspel (m)  | 33e       | 1ste ronde: V van ITA Seppi: 3–6, 6–3, 6–7(6) |
| Illja Martsjenko Denys Molchanov     | dubbelspel (m) | 17e       | 1ste ronde: V van ITAFognini/Seppi: 4-6, 3-6 |
|                                      |                |           | |
| Elina Svitolina                      | enkelspel (v)  | 5e        | 1ste ronde: W van GER Petkovi: 2–6, 6–1, 6–3 2de ronde: W van GBR Watson: 6–3, 1–6, 6–3 3de ronde: W van USA S Williams: 6–4, 6–3 kwartfinale: V van CZE Kvitová: 2–6, 0–6 |
| Ljoedmyla Kitsjenok Nadija Kitsjenok | dubbelspel (v) | 17e       | 1ste ronde: V van CHN Xu/Zheng: 0–6, 3–6 |
| Olha Savtsjoek Elina Svitolina       | dubbelspel (v) | 17e       | 1ste ronde: V van CZE Hlaváčková/Hradecká: 6–7 (1), 6–1, 4–6 |

### Triatlon
| Olympiër             | Discipline | Resultaat | Prestatie |
| -------------------- | ---------- | --------- | --------- |
| Ivan Ivanov          | mannen     | 49e       | 1:56.00   |
|                      |            |           |           |
| Joelija Jelistratova | vrouwen    | 38e       | 2:03.27   |

### Wielersport
| Olympiër       | Discipline        | Resultaat | Prestatie                                                                   |
| Baan           | Baan              | Baan      | Baan                                                                        |
| -------------- | ----------------- | --------- | --------------------------------------------------------------------------- |
| Lyubov Shulika | keirin (v)        | 5e        | 1ste ronde: 7de (REL) herkansing: 1ste in 11,647 2de ronde: 3de finale: 5de |
| Mountainbike   |                   |           |                                                                             |
| Jana Belomojna | mountainbike (v)  | 9e        | 1:33.28                                                                     |
| Iryna Popova   | mountainbike (v)  | 22e       | 1:41.29                                                                     |
| Weg            |                   |           |                                                                             |
| Andrij Hryvko  | tijdrit (m)       | 18e       | 1:16.33,24                                                                  |
| Andrij Hryvko  | wegwedstrijd (m)  | 41e       | 6:23.23                                                                     |
| Denys Kostjoek | wegwedstrijd (m)  | DNF       | DNF                                                                         |
| Andrij Chripta | wegwedstrijd (m)  | DNF       | DNF                                                                         |
|                |                   |           |                                                                             |
| Hanna Solovej  | tijdrit (v)       | 20e       | 48.03,35                                                                    |
| Hanna Solovej  | wegwedsgtrijd (v) | 36e       | 4:01.02                                                                     |

### Worstelen
| Olympiër               | Discipline  | Resultaat   | Prestatie |
| Vrije stijl            | Vrije stijl | Vrije stijl | Vrije stijl |
| ---------------------- | ----------- | ----------- | --- |
| Andrij Kvjatkovski     | –65kg (m)   | 13e         | kwalificatie: vrij 1ste ronde: V van AZE Asgarov: 2–12 herkansingen: V van USA Molinaro: 5–8                                                                        |
| Valerij Andrijtsev     | –97kg (m)   | 5e          | kwalificatie: W van RUS Boltoekajev: 8–5 kwartfinale: W van KGZ Moesajev: 5–2 halve finale: V van AZE Gozioemov: 0–11 bronzen finale: V van UZB Ibragimov: 4–6      |
| Alen Zasiejev          | –125kg(m)   | 10e         | kwalificatie: W van RUS Matsjov: 2–2 1ste ronde: V van GEO Petriasjvili: 6–11                                                                                       |
|                        |             |             | |
| Joelija Khavaldzhy     | –53kg (v)   | 11e         | voorronde: V van USA Maroulis: 1–12 herkansingen: V van CHN Zhong: 1–11                                                                                             |
| Oksana Herhel          | –58kg (v)   | 13e         | 1ste ronde: V van AZE Ratkevitsj: 5–7 |
| Joelija Ostaptsjoek    | –63kg (v)   | 99e         | voorronde: W van CAN Lappage: 2–0 1ste ronde: V van CHN Xu: 1–3 |
| Alina Stadnyk          | –69kg (v)   | 11e         | voorronde: V van JPN Dosho: 2–11 herkansingen: V van TUR Tosun: 4–7                                                                                                 |
| Alla Cherkasova        | –75kg (v)   | 11e         | voorronde: V van TUR Adar: 10–12 |
| Grieks-Romeins         |             |             | |
| Zhan Belenjoek         | –85kg (m)   | Zilver      | kwalificatie: vrij 1ste ronde: W van EGY Saad: 9–0 kwartfinale: W van BUL Bayryakov: 10–1 halve finale: W van BLR Hamzatov: 6–0 finale: V van RUS Tsjakvetadze: 2–9 |
| Dimitrij Timtsjenko    | –98kg (m)   | 15e         | voorronde: V van HUN Kiss: 0–3 |
| Oleksandr Tsjernetskyi | –130kg (m)  | 9e          | voorronde: W van EGY Mohamed: 9–0 1ste ronde: V van GEO Kajaia: 1–2                                                                                                 |

### Zeilen
| Olympiër                     | Discipline | Resultaat | Prestatie                                          |
| ---------------------------- | ---------- | --------- | -------------------------------------------------- |
| Oleksandr Toegarjev          | RS:X (m)   | 23e       | 225 punten: (22-31-33-11-DNF-12-13-16-30-20-30-13) |
| Pavlo Matsoejev Borys Shvets | 470 (m)    | 25e       | 184 punten: (16-13-21-24-25-17-25-24-25-19)        |

### Zwemmen
| Olympiër             | Discipline           | Resultaat | Prestatie                                                                            |
| -------------------- | -------------------- | --------- | ------------------------------------------------------------------------------------ |
| Andrij Hovorov       | 50m vrije slag (m)   | 5e        | serie 11: 1ste in 21,49 (NR) halve finale 2: 1ste in 21,46 (NR) finale: 5de in 21,74 |
| Sergij Frolov        | 1500m vrije slag (m) | 17e       | serie 4: 3de in 15.04,61                                                             |
| Mykhailo Romantsjoek | 1500m vrije slag (m) | 15e       | serie 6: 6de in 15.01,35                                                             |
| Dmytro Oseledets     | 200m schoolslag (m)  | 37e       | serie 2: 8ste in 2.15,19                                                             |
| Ljoebomyr Lemesjko   | 100m vlinderslag (m) | 23e       | serie 3: 5de in 52,51                                                                |
|                      |                      |           |                                                                                      |
| Darya Stepanyuk      | 50m vrije slag (v)   | 42e       | serie 9: 8ste in 25,67                                                               |
| Daryna Zevina        | 200m rugslag (v)     | 9e        | serie 4: 2de in 2.08,88 halve finale 1: 4de in 2.09,07                               |
| Darya Stepanyuk      | 100m vlinderslag (v) | 34e       | serie 2: 2de in 1.00,81                                                              |

Afghanistan · Albanië · Algerije · Amerikaanse Maagdeneilanden · Amerikaans-Samoa · Andorra · Angola · Antigua en Barbuda · Argentinië · Armenië · Aruba · Australië · Azerbeidzjan · Bahama's · Bahrein · Bangladesh · Barbados · België · Belize · Benin · Bermuda · Bhutan · Bolivia · Bosnië en Herzegovina · Botswana · Brazilië · Britse Maagdeneilanden · Brunei · Bulgarije · Burkina Faso · Burundi · Cambodja · Canada · Centraal-Afrikaanse Republiek · Chili · China · Chinees Taipei · Colombia · Comoren · Congo-Brazzaville · Congo-Kinshasa · Cookeilanden · Costa Rica · Cuba · Cyprus · Denemarken · Djibouti · Dominica · Dominicaanse Republiek · Duitsland · Ecuador · Egypte · El Salvador · Equatoriaal-Guinea · Eritrea · Estland · Ethiopië · Fiji · Filipijnen · Finland · Frankrijk · Gabon · Gambia · Georgië · Ghana · Grenada · Griekenland · Groot-Brittannië · Guam · Guatemala · Guinee · Guinee‑Bissau · Guyana · Haïti · Honduras · Hongarije · Hongkong · Ierland · IJsland · India · Indonesië · Irak · Iran · Israël · Italië · Ivoorkust · Jamaica · Japan · Jemen · Jordanië · Kaaimaneilanden · Kaapverdië · Kameroen · Kazachstan · Kenia · Kirgizië · Kiribati · Kosovo · Kroatië · Laos · Lesotho · Letland · Libanon · Liberia · Libië · Liechtenstein · Litouwen · Luxemburg · Macedonië · Madagaskar · Malawi · Malediven · Maleisië · Mali · Malta · Marshalleilanden · Marokko · Mauritanië · Mauritius · Mexico · Micronesië · Moldavië · Monaco · Mongolië · Montenegro · Mozambique · Myanmar · Namibië · Nauru · Nederland · Nepal · Nicaragua · Nieuw-Zeeland · Niger · Nigeria · Noord-Korea · Noorwegen · Oeganda · Oekraïne · Oezbekistan · Oman · Oostenrijk · Oost-Timor · Pakistan · Palau · Palestina · Panama · Papoea-Nieuw-Guinea · Paraguay · Peru · Polen · Portugal · Puerto Rico · Qatar · Roemenië · Rusland · Rwanda · Saint Kitts en Nevis · Saint Lucia · Saint Vincent en Grenadines · Salomonseilanden · Samoa · San Marino · Sao Tomé en Principe · Saoedi-Arabië · Senegal · Servië · Seychellen · Sierra Leone · Singapore · Slovenië · Slowakije · Soedan · Somalië · Spanje · Sri Lanka · Suriname · Swaziland · Syrië · Tadzjikistan · Tanzania · Thailand · Togo · Tonga · Trinidad en Tobago · Tsjaad · Tsjechië · Tunesië · Turkije · Turkmenistan · Tuvalu · Uruguay · Vanuatu · Venezuela · Verenigde Arabische Emiraten · Verenigde Staten · Vietnam · Wit-Rusland · Zambia · Zimbabwe · Zuid-Afrika · Zuid-Korea · Zuid-Soedan · Zweden · Zwitserland
Individuele Olympische Atleten · Olympisch vluchtelingenteam